# Имплицитное научение
Имплицитное (скрытое, неявное) научение — научение, происходящее без осознавания того, что именно является его предметом. Такое научение происходит вне зависимости от цели и осведомленности субъекта относительно усваиваемых знаний. Имплицитное научение может требовать некоторого минимального вовлечения внимания и может зависеть от механизмов произвольной и рабочей памяти. Результатом имплицитного научения является имплицитное знание в форме абстрактных представлений, которые в отличие от эксплицитных знаний не поддаются словесным описаниям, однако, могут быть объяснены на конкретных примерах.
В клинической практике было показано, что имплицитное научение имеет свой механизм и протекает независимо от эксплицитного научения. Например, при амнезии часто наблюдается сохранность имплицитного научения при поражении эксплицитного  научения.

## История
В 1967 году Джордж Миллер в Гарвардском университете исследовал процесс усвоения правил. Испытуемым предлагалось изучить последовательности букв, образованные по определенным правилам. Затем испытуемые оценивали новые последовательности букв как удовлетворяющие или не удовлетворяющие тем же правилам. 
Артур Ребер модифицировал эксперимент Миллера. В модификации Ребера испытуемые во время обучения не знали, что последовательности букв составлены по каким-то правилам. Это изменение было необходимо, чтобы исключить возможность эксплицитного научения (намеренного выявления закономерностей и их обобщения). Тем не менее, даже не зная, что последовательности образованы по определенным правилам, испытуемые научались узнавать другие последовательности, соответствовавшие тем же правилам. Для обозначения такого неосознаваемого и ненамеренного научения Ребер ввел термин «имплицитное научение». С этого эксперимента началось развитие одной из наиболее активно применяемых парадигм исследования имлицитного научения — научения искусственной грамматике.

## Основные направления исследований
Исследование имплицитного научения предполагает создание стимульных сходящихся рядов, имеющих сложную внутреннюю структуру. Испытуемые не должны знать заранее, что это за структура. Закономерности, которым подчиняются стимулы, должны быть достаточно сложными, чтобы испытуемые не могли вычислить их путем логических операций. 
Существует три основных парадигмы исследования имплицитного научения: научение искусственной грамматике, научение последовательности, управление динамическими системами.

### Научение искусственной грамматике
Исследование научения искусственной грамматике, как правило, происходит в два этапа. Сначала испытуемые изучают последовательности букв, которые подчиняются некоторым правилам. Затем испытуемому предъявляется новая последовательность букв, а он определяет, соответствует ли она этим правилам. Исследования в этой области показали, что испытуемые могут статистически достоверно отличать «грамматически верные» последовательности букв от «грамматически неверных». Однако успешно обучавшиеся люди не могли ответить на вопрос, как они справляются с этим заданием.
Кроме того, успешно изучив одну искусственную грамматику, испытуемые могли перенести свой навык на другую грамматику с тем же набором правил, но отличавшуюся набором букв.

### Научение последовательности
В исследованиях научения последовательности испытуемым обычно предъявляются зрительные стимулы, на каждый из которых нужно реагировать определённым образом (нажатием на соответствующую клавишу). В последовательности появления стимулов могут быть определённые закономерности, о которых испытуемый не знает. Исследования показали, что со временем время реакции испытуемых на стимулы, появляющиеся в закономерной последовательности, уменьшается. При этом испытуемые не могут объяснить, что именно они усвоили.

### Управление динамическими системами
В задачах на управление динамическими системами испытуемый учится контролировать компьютерную симуляцию интерактивной системы, например, сахарной фабрики. Испытуемый получает информацию о производительности фабрики (количество производимого сахара). Задача испытуемого — достичь и поддерживать определённый уровень производительности, изменяя характеристики фабрики (например, количество работников).

## Имплицитное научение и внимание
Многочисленные исследования были посвящены зависимости имплицитного научения от внимания. Имплицитное научение осуществляется независимыми автоматическими системами и, вероятно, должно осуществляться даже без вовлечения внимания. Обычно в таких исследованиях испытуемому помимо основного задания на имплицитное научение даётся дополнительное задание (например, подсчитывать количество предъявлений звуковых стимулов — тонов — во время эксперимента). Исследования показали, что даже в таких условиях происходит имплицитное научение, хотя и значительно менее эффективное.

## Нейроанатомия имплицитного научения
В ряде исследований с фМРТ было показано, что усвоение искусственной грамматики осуществляется за счёт функционирования нижней лобной области (BA 44/45). Так, например, Петерссон и соавторы наблюдали активацию в этой области во время предъявления последовательностей букв с нарушенным искусственным синтаксом. В более поздней работе авторы показали, что эта область также активировалась при восприятии корректных последовательностей хорошо изученной грамматики.
Чендан и соавторы показали, что нарушение функционирования в области медиальной височной доли и стриатума приводит к нарушению имплицитного научения. Другие исследования также поддтверждают вовлеченность стриатума в процесс имплицитного научения.
Гейсен и соавторы показали, что в научении последовательности вовлечены каудальные ядра и гиппокамп, причём активация каудальных ядер отражала относительно медленный процесс научения, в то время как активация гиппокампа отражала значительно более быстрое научение.